# Functioneel Parket
Het Functioneel Parket is onderdeel van het Openbaar Ministerie in Nederland en heeft tot doel om de criminaliteit te bestrijden op het gebied van milieu, economie en fraude. Omdat dit werkterrein breed is, is bepaald dat het Functioneel Parket verantwoordelijk is voor de opsporing en vervolging in die strafzaken, waarin een bijzondere opsporingsdienst (BOD) de trekkende rol vervult. Bijzondere opsporingsdiensten zijn: de FIOD, Inspectie SZW, ILT en NVWA.
Op 1 oktober 2005 zijn de taken van het Functioneel Parket uitgebreid met milieutaken die tot dat moment waren ondergebracht bij overige parketten van het Openbaar Ministerie. Daarmee voert het nu ook het gezag over alle bij strafrechtelijke milieuhandhaving betrokken opsporingsinstanties. 
Het Functioneel Parket heeft een landelijke taak, maar om deze goed uit te kunnen voeren zijn meerdere vestigingen nodig. De parketleiding is gevestigd op in de vestiging Amsterdam. Daarnaast kent het Functioneel Parket vier handhavingseenheden (HHE). Iedere HHE heeft een eenheid Milieu en eenheid Financieel-Economische Criminaliteit. De handhavingseenheden zijn gevestigd in Zwolle, 's-Hertogenbosch, Amsterdam en Rotterdam.